# Lista așilor aviației americane din cel de-al Doilea Război Mondial
Ași ai Forțele Aeriene SUA din cel de al Doilea Război Mondial
| Foto | Grad la sf. carierei | Nume                       | Victorii aeriene WWII | Tip avion pe care a zburat                                                                       |
| ---- | -------------------- | -------------------------- | --------------------- | ------------------------------------------------------------------------------------------------ |
|      | Amiral.              | John Smith Thach („Jimmy”) | 4                     | Grumman F4F Wildcat                                                                              |
|      | Cpt.                 | Pappy Boyington            | 28                    | Vought F4U Corsair                                                                               |
|      | Colonel              | John R. Alison             | -                     | North American B-25 Mitchell                                                                     |
|      | Gen. Maior           | Bud Anderson               | -                     | North American P-51 Mustang                                                                      |
|      | Maior                | Robert W. Aschenbrener     | -                     | Curtiss P-40 Warhawk                                                                             |
|      | General Lt.          | George C. Axtell           | 28                    | Vought F4U Corsair                                                                               |
|      | Colonel              | Ernest Bankey              | 9,5                   | North American P-51 Mustang                                                                      |
|      | Colonel              | Richard Bong               | -                     | Lockheed P-38 Lightning                                                                          |
|      | Gen. Maior           | Marion Eugene Carl         | 18,5                  | Vought F4U Corsair                                                                               |
|      | Maior                | Arthur Chin                | 17,5                  | Gloster Gladiator                                                                                |
|      | Colonel              | Fred J. Christensen        | 21,5                  | Republic P-47 Thunderbolt                                                                        |
|      | Colonel              | Harold E. Comstock         | 16                    | Republic P-47 Thunderbolt                                                                        |
|      | Maior                | Edward "Porky" Cragg       | 15                    | Bell P–39 Airacobra Lockheed P-38 Lightning                                                      |
|      | Cpt.                 | Kenneth H. Dahlberg        | -                     | Republic P-47 Thunderbolt North American P-51 Mustang                                            |
|      | Colonel              | Jefferson J. DeBlanc       | -                     | Grumman F4F Wildcat                                                                              |
|      | Contraamiral         | Edward L. Feightner        | 9                     | Grumman F4F Wildcat                                                                              |
|      | Gen.Brigadă          | Joe Foss                   | 26                    | Grumman F4F Wildcat                                                                              |
|      | Colonel              | Gabby Gabreski             | -                     | Curtiss P-36 Hawk Curtiss P-40 Warhawk Bell P-39 Airacobra                                       |
|      | Gen.Brigadă          | Robert E. Galer            | 26                    | biplanul Grumman F3F                                                                             |
|      | Colonel              | Vermont Garrison           | 17                    | Republic P-47 Thunderbolt                                                                        |
|      | Amiral               | Noel Gayler                | -                     | -                                                                                                |
|      | Maior                | Dominic Salvatore Gentile  | -                     | North American P-51 Mustang                                                                      |
|      | Șef escadrilă        | Bolesław Gładych           | -                     | Republic P-47 Thunderbolt                                                                        |
|      | Cpt.                 | John Trevor Godfrey        | -                     | -                                                                                                |
|      | Cpt.                 | Donald "Flash" Gordon      | 7                     | -                                                                                                |
|      | Lt. Col.             | John C. "Pappy" Herbst     | -                     | North American P-51 Mustang                                                                      |
|      | Gen. Brg.            | David Lee "Tex" Hill       | 18,25                 | Curtiss P-40 Warhawk North American P-51 Mustang Bell P-59 Airacomet Lockheed P-80 Shooting Star |
|      | -                    | Ralph K. Hofer             | -                     | North American P-51 Mustang                                                                      |
|      | Gen. Col.            | Bruce K. Holloway          | 13                    | -                                                                                                |
|      | Lt.                  | Robert M. Hanson           | 25                    | Vought F4U Corsair                                                                               |
|      | Gen.                 | James E. Hill              | -                     | Republic P-47 Thunderbolt                                                                        |
|      | Col.                 | Neel E. Kearby             | 22                    | Republic P-47 Thunderbolt                                                                        |
|      | -                    | Marion F. Kirby            | 5                     | -                                                                                                |
|      | Col.                 | John S. Loisel             | -                     | Bell P–39 Airacobra                                                                              |

Ași în ordine alfabetică 

## A
- John R. Alison
- Bud Anderson
- William Y Anderson
- Lee Archer (pilot)
- Robert W. Aschenbrener
- George C. Axtell

## B
- Ernest Bankey
- Fred Bardshar
- Harold W. Bauer
- Albert Baumler
- Duane Beeson
- John Thomas Blackburn
- Donald Blakeslee
- Hampton E. Boggs
- John F. Bolt
- Charles Bond (pilot)
- Richard Bong
- Pappy Boyington

## C
- Marion Eugene Carl
- Arthur Chin
- Fred J. Christensen
- Cook Cleland
- Harold E. Comstock
- Edward "Porky" Cragg

## D
- Kenneth H. Dahlberg
- Jimmy Davies (RAF officer)
- Carl Raymond Davis
- George Andrew Davis, Jr.
- Jefferson J. DeBlanc
- Art Donahue
- William R. Dunn

## E
- Clarence T. "Curly" Edwinson
- John B. England

## F
- Joe Foss

## G
- Gabby Gabreski
- Robert E. Galer
- Vermont Garrison
- Noel Gayler
- Dominic Salvatore Gentile
- Bolesław Gładych
- John Trevor Godfrey
- Donald "Flash" Gordon
- Herschel Green

## H
- Robert M. Hanson
- Arthur Ray Hawkins
- John C. "Pappy" Herbst
- David Lee "Tex" Hill
- James E. Hill
- Ralph K. Hofer
- Bruce K. Holloway

## J
- Robert S. Johnson

## K
- Neel E. Kearby

## L
- William N. Leonard
- John S. Loisel
- Donald S. Lopez, Sr.

## M
- David McCampbell
- Charles H. MacDonald
- James B. McGovern, Jr.
- Thomas McGuire
- Pierce McKennon
- Christopher Magee (fighter pilot)
- Bud Mahurin
- John C. Meyer
- William W. Momyer
- James B. Morehead
- Wayne Morris (American actor)

## N
- Robert Neale (pilot)

## O
- Edward O'Hare
- Charles Older
- Robin Olds

## P
- Oscar F. Perdomo
- Chesley G. Peterson
- Steve Pisanos
- George Preddy

## R
- Edward F. Rector
- Jay T. Robbins

## S
- David C. Schilling
- Robert Lee Scott, Jr.
- William A. Shomo
- Norman C. Skogstad
- John Lucian Smith
- Robert T. Smith
- Pug Southerland
- Everett W. Stewart
- Charles R. Stimpson
- James E. Swett

## T
- Kenneth M. Taylor
- W. Paul Thayer
- David Thwaites (flying ace)
- Harrison Thyng

## V
- Eugene A. Valencia, Jr.
- Clinton D. "Casey" Vincent
- John W. Vogt, Jr.
- Roy Marlin Voris
- Alexander Vraciu

## W
- Boyd Wagner
- Kenneth A. Walsh
- George Welch (pilot)
- Raymond S. Wetmore
- Henry Wise, Jr.
- Sydney S. Woods

## Y
- Chuck Yeager

## Z
- Hubert Zemke

## Vez și
- Lista așilor din cel de-al Doilea Război Mondial